# أبو لؤلؤة المجوسي
أَبُو لُؤْلُؤَةَ الْمَجُوسِيُّ ويقال له: فيروز النهاوندي (بالفارسية: پیروز نهاوندی) اسمه «فيروز» وكُنْيَتُه أبو لؤلؤة نسبةً لابنته. كان يدعى في قومه بابا شجاع الدين قاتل عمر بن الخطاب. أسره الروم ثم أسره المسلمون من الروم وسبي إلى المدينة المنورة سنة 21 هـ، وكان مولى عند المغيرة بن شعبة، وعند أغلبية المسلمين وهم طائفة أهل السنّة أنه كافر لم يسلم، ومجرم لقتله عمر بن الخطاب، ويرى بعض الشيعة أنه مسلم شيعي بطل مبشّر بالجنة، وهو فارسي من نهاوند، وقال ابن الملقن أنه نصراني.

## حياته

### قتل عمر بن الخطاب

#### الروايات الشيعية
ورد في مصادر للشيعة أنه مسلم ومن شيعة علي. قال الميرزا عبد الله الأفندي: «إن فيروز قد كان من أكابر المسلمين، والمجاهدين، بل من أخُلَّص أتباع أمير المؤمنين»، وقال: «والمعروف كون أبي لؤلؤة من خيار شيعة علي»، [بحاجة لمصدر] وهناك من الشيعة من يعده مجرمًا لقتله عمر بن الخطاب، وأقيم عليه حد القتل في المدينة المنورة ولا يرى أن قبره الذي في إيران حقيقيا وإنما دفن بعد أن أقيم عليه القصاص بالقتل في المدينة.
وتذكر بعض الروايات أنه نجى بعد مقتل عمر: وهرب إلى مدينة قاشان الإيرانية حيث مات فيها.

### الروايات السنّية
ورد في مصادر أهل السنة والجماعة أنه مجوسي مجرم لاغتياله عمر بن الخطاب، ويقول فيه ابن تيمية: «وأبو لؤلؤة كافر باتفاق أهل الإسلام كان مجوسياً من عباد النيران، فقتل عمر بغضا في الإسلام وأهله، وحبا للمجوس، وانتقاما للكفار، لما فعل بهم عمر حين فتح بلادهم، وقتل رؤسائهم، وقسم أموالهم». كان عدد من الفرس الذين بقوا على المجوسية يضمرون الحقد والكراهية لقائد الدولة الإسلامية التي دحرت جيوشهم وقضت على إمبراطوريتهم واسعة الأطراف، ففي شهر أكتوبر من سنة 644 اتجه عمر لأداء الحج في مكة حيث يُعتقد أن مخططي الاغتيال اتبعوه حتى جبل عرفة، حيث سُمع صوت يهتف أن عمرَ لن يقف مرة أخرى على الجبل، وفي رواية أخرى شوهد رجل وهو يهتف أن هذا حج الخليفة الأخير، وفي أخرى أن إحدى الجمرات أصابت رأس ابن الخطاب خلال الرجم وسُمع صوت أحدهم يقول أنه لن يحج مجددًا. وفي جميع الأحوال، يتفق المؤرخون أنه بعد عودة عمر بن الخطاب إلى المدينة المنورة طعنه أبو لؤلؤة فيروز الفارسي بخنجر ذات نصلين ست طعنات، وهو يُصلي الفجر بالناس، وكان ذلك يوم الأربعاء 26 ذي الحجة سنة 23 هـ، الموافقة لسنة 644 م، ثم حُمل إلى منزله والدم يسيل من جرحه وذلك قبل طلوع الشمس. وحاول المسلمون القبض على القاتل فطعن ثلاثة عشر رجلاً مات منهم ستة، فلما رأى عبد الرحمن بن عوف ذلك ألقى رداءً كان معه على أبي لؤلؤة فتعثر مكانه وشعر أنه مأخوذ لا محالة فطعن نفسه منتحرًا. وبذلك دُفن أبو لؤلؤة فيروز الفارسي أخبار المؤامرة والدوافع إليها، فاختلفت الروايات حسب ما يستنتجه المؤرخون.
من أبرز الروايات والاستنتاجات التي قيلت حول حادثة اغتيال عمر بن الخطاب، أن الأخير كان قد حرَّم على المشركين الذين بلغوا الحلم أن يدخلوا المدينة المنورة لما انطوت عليه قلوبهم من ضغائن وأحقاد ضد الإسلام، ولكن المغيرة بن شعبة عامله على الكوفة كتب إليه يطلب منه الإذن بدخول غلام له اسمه فيروز، ويُكنى بأبي لؤلؤة، لينتفع به المسلمون لأنه كان يتقن عدة صناعات فهو حداد ونجار ونقاش، فوافق عمر. وذات يوم اشتكى أبو لؤلؤة لعمر أن المغيرة يفرض عليه خراجًا كبيرًا، فلما سمع منه عمر قال له أن خراجك ليس بالكبير على ما تقوم به من أعمال، فاغتاظ أبو لؤلؤة المجوسي من ذلك، وأضمر الشر والحقد عدة أيام ثم ترجمه بطعن الخليفة. ويستند القائلون بهذه الرواية إلى القصة التي تقول أن عبد الرحمن بن أبي بكر؛ وهو رجل صالح ثقة؛ شهد أنه رأى الهرمزان وفيروز وجفينة النصراني ليلة الحادث يتشاورون، فلما فوجئوا به اضطربوا وسقط منهم خنجر ذو نصلين، وشهد عبد الرحمن بن أبي بكر أنه نفس الخنجر الذي طعن به عمر. أما الهرمزان فكان من ملوك المجوس الفرس على منطقة الأحواز، وقد أسره المسلمون وعفا عمر عنه بعد نكثه العهد مرارًا، وكان الحقد يملأ قلبه لأنه فقد ملكه، وعندما شعر بالخطر أظهر الإسلام، ولكن الناس كانوا يشكّون في إسلامه. وأما جفينة النصراني فهو من مسيحيي الحيرة أرسله سعد بن أبي وقاص إلى المدينة ليعلم أبناءها القراءة والكتابة. وقال بعض المؤرخين أنه كان لليهود دور في المؤامرة، واستدلوا على ذلك بأن كعب الأحبار؛ وكان يهوديًا من أهل اليمن أسلم في عهد عمر وأفاض على الناس من أخبار الإسرائيليات، وترجع كثير من إسرائيليات التفسير لروايته، فلما جاء كعب هذا لعمر قبل مقتله بثلاثة أيام، فقال له: «يا أمير المؤمنين أعهد فإنك ميت في ثلاثة أيام»، فقال عمر: «وما يدريك؟»، قال: «أجد في كتاب الله عز وجل التوراة»، قال عمر: «الله! إنك لتجد عمر بن الخطاب في التوراة؟»، قال: «اللهم لا ولكني أجد صفتك وحليتك، وأنه قد فنى أجلك». وهذه الرواية إن صحت تجعل الكثير يشكّون في كون كعب هذا خلع في المؤامرة، لكن هذه الرواية على الأغلب لم تصح لأنها لم تذكر إلا في كتاب الأنوار الكاشفة وضعَّفَها الكاتب وقال: رواية كعب الأحبار مدخولة ولا يصح متن هذه الرواية انتهى. وحتى إن صحت فهذا لا يقدح في كعب الأحبار لمكانته العالية بين الصحابة، مع العلم أن كعبا كان يتنبأ بقتل الرجل فيقتل كما قال وهذه كرامة من كرامات الصالحين، وهذه الرواية تدل على قولي هذا: «مرَّ عليٌّ رضِيَ اللهُ عنه على كعبِ الأحبارِ فقال يُقتلُ مِن ولدِ هذا الرَّجلِ رجلٌ في عِصابةٍ لا يجِفُّ عَرَقُ خيولِهم حتَّى يرِدوا على محمَّدٍ صلَّى اللهُ عليه وسلَّم فمرَّ حسنٌ فقالوا هذا يا أبا إسحاقَ قال لا فمرَّ حُسَينٌ فقالوا هذا قال نَعَمْ.»

## جدل حول قبره

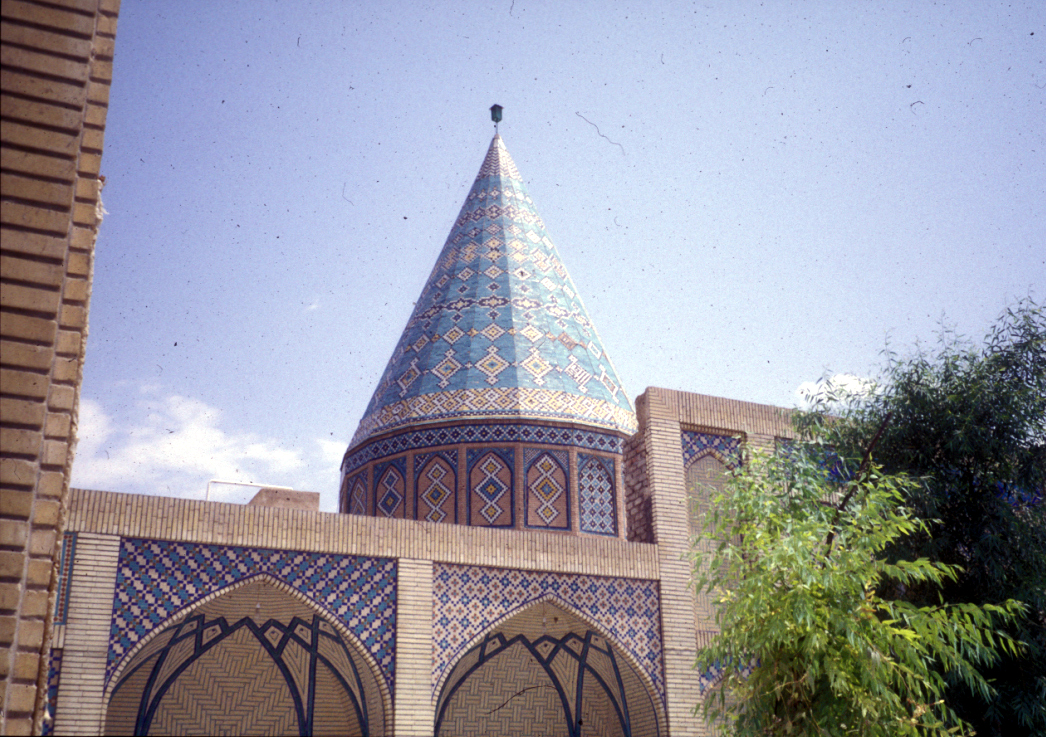
قبة ضريح أبي لؤلؤة في مدينة كاشان.

في الوقت الذي تؤكد فيه الروايات السنية أنه دُفن بالمدينة، فإن بعض الروايات الشيعية تدعي فراره وموته في إيران. وتدعي عائلة «عظیمی» في مدينة كاشان في إيران الانتساب له. وهناك مزار باسمه في تلك المدينة.
في مؤتمر الدوحة للحوار بين المذاهب الإسلامية لعام 2007، طالب بعض الحاضرين بإعلان دعوة صريحة من المراجع الدينية الشيعية تتوجه إلى الحكومة الإيرانية من أجل إزالة المرقد.
وقال الدكتور محمد علي آذر شب الأستاذ بجامعة طهران: إنه لا يمكن إزالة مزار أبو لؤلؤة من إيران، واعتبر أن هذا المزار يعبر عن تيار ديني في إيران لسنا أوصياء عليه بل أضاف في عناد واضح أنه ليس من حق دعاة التقريب ولا من رسالتهم أن يطالبوا بإزالة هذا المزار. وفي مقابلة مع قناة العربية في 24 يناير 2007 قال عالم الدين الشيعي آية الله علي التسخيري: «إن أبا لؤلؤة رجل مجرم أُقيم عليه الحد في المدينة المنورة ودُفن فيها ولم تنقل جثته إلى إيران، والقبر الموجود في كاشان، مجرد مكان وهمي ليس له اعتبار ولا يزوره أحد». وقد قامت الحكومة الإيرانية في شهر يونيو/حزيران 2007 بإغلاق المزار للزيارات.
في 4 أبريل 2007 قام مجهولون بتخريب المزار، حيث قاموا بتدمير القبر وتحطيم القسم الأكبر من المزار الواقع في أطراف مدينة كاشان الإيرانية. عملية تخريب القبر وتهديم المشهد المبني عليه جاءت عقب كلمة ألقاها أحد رجال الدين الإيرانيين في كاشان وطالب فيها بضرورة التمسك بالوحدة الإسلامية وإزالة كل أسباب التفرقة بين المسلمين. وفي عام 2010 طالب حزب جبهة العمل الإسلامي -الذراع السياسي لجماعة الإخوان المسلمين- مرشد الثورة الإسلامية في إيران آية الله علي خامئني بإزالة مقام أبو لؤلؤة، وعلى صعيد آخر، رحّب رئيس «جبهة علماء الأزهر» الأسبق الدكتور محمد البري بإلغاء شيخ الأزهر الدكتور أحمد الطيب اللقاء مع نائب الرئيس الإيراني حميد بقائي، وأبدى البري رفضه القاطع لإقامة جسور للحوار مع الإيرانيين قبل أن يقوم علماؤهم بحذف كل ما يُسيئ إلى أهل السنة ومعتقداتهم. وأضاف أن وجود مزار أبي لؤلؤة قاتل عمر بن الخطاب ثاني الخلفاء الراشدين، واستمرار الطعن في صحابة رسول الله صلى الله عليه وسلم أمور لا تشجع على الحوار مع الإيرانيين.

## ابنته
كان لأبي لؤلؤة ابنة صغيرة قتلها عبيد الله بن عمر. وقد نصّ المؤرخون على أن جمعًا من (الصحابة) قد طالبوا عثمان بن عفان بقتل عبيد الله بابنة أبي لؤلؤة. فذكروا أن علياً والمقداد وغيرهما قد طالبوا بالاقتصاص من عبيد الله لقتله ابنة أبي لؤلؤة.